# Seznam měst v Dominikánské republice
Toto je seznam měst v Dominikánské republice.
Zdaleka největší aglomerací v Dominikánské republice je Santo Domingo, kde 1. ledna 2006 žilo 3 089 252 obyvatel, což představuje asi třetinu obyvatelstva celé země.
V následující tabulce jsou uvedena města nad 20 000 obyvatel, výsledky sčítání obyvatelstva z 12. prosince 1981, 24. září 1993 a 18. října 2002, odhady počtu obyvatel k 1. lednu 2006 a oblasti, do nichž města náleží. Počet obyvatel se vztahuje na město v úzkém slova smyslu (geografický obvod města), nikoliv na město ve smyslu politickém. Města jsou seřazena podle velikosti.
| Města v Dominikánské republice | Města v Dominikánské republice | Města v Dominikánské republice | Města v Dominikánské republice | Města v Dominikánské republice | Města v Dominikánské republice | Města v Dominikánské republice |
| Pořadí                         | Město                          | sčítání v roce 1981            | sčítání v roce 1993            | sčítání v roce 1993            | odhad pro rok 2006             | Správní jednotka               |
| ------------------------------ | ------------------------------ | ------------------------------ | ------------------------------ | ------------------------------ | ------------------------------ | ------------------------------ |
| 1.                             | Santo Domingo                  | 1 313 172                      | 1 609 966                      | 1 887 586                      | 2 253 437                      | Distrito Nacional              |
| 2.                             | Santiago de los Caballeros     | 278 638                        | 365 463                        | 507 418                        | 572 535                        | Santiago                       |
| 3.                             | San Pedro de Macorís           | 78 562                         | 124 735                        | 193 713                        | 226 542                        | San Pedro de Macorís           |
| 4.                             | La Romana                      | 91 571                         | 140 204                        | 191 303                        | 214 393                        | La Romana                      |
| 5.                             | Los Alcarrizos                 | n/a                            | n/a                            | 166 930                        | 183 092                        | Santo Domingo                  |
| 6.                             | San Cristóbal                  | 58 520                         | 88 605                         | 137 422                        | 159 891                        | San Cristóbal                  |
| 7.                             | Higüey                         | 33 501                         | 54 832                         | 103 502                        | 131 247                        | La Altagracia                  |
| 8.                             | San Francisco de Macorís       | 64 906                         | 108 485                        | 122 179                        | 125 452                        | Duarte                         |
| 9.                             | Puerto Plata                   | 45 348                         | 89 423                         | 112 036                        | 122 490                        | Puerto Plata                   |
| 10.                            | Concepción de la Vega          | 52 432                         | 87 162                         | 98 386                         | 103 649                        | La Vega                        |
| 11.                            | Santa Cruz de Barahona         | 49 334                         | 62 354                         | 74 958                         | 77 804                         | Barahona                       |
| 12.                            | San Juan de la Maguana         | 49 764                         | 61 690                         | 70 969                         | 73 510                         | San Juan                       |
| 13.                            | Bonao                          | 44 486                         | 69 672                         | 72 821                         | 73 316                         | Monseñor Nouel                 |
| 14.                            | Bajos de Haina                 | 33 135                         | 69 260                         | 61 400                         | 68 431                         | San Cristóbal                  |
| 15.                            | Baní                           | 36 705                         | 47 655                         | 61 864                         | 68 341                         | Peravia                        |
| 16.                            | Moca                           | 31 176                         | 50 449                         | 59 174                         | 62 688                         | Espaillat                      |
| 17.                            | Azua de Compostela             | 31 481                         | 46 695                         | 56 453                         | 59 973                         | Azua                           |
| 18.                            | Boca Chica                     | n/a                            | n/a                            | 46 385                         | 52 955                         | Santo Domingo                  |
| 19.                            | Mao                            | 33 527                         | 43 229                         | 47 828                         | 48 401                         | Valverde                       |
| 20.                            | Esperanza                      | n/a                            | 34 073                         | 41 189                         | 42 460                         | Valverde                       |
| 21.                            | Cotuí                          | 16 688                         | 42 500                         | 42 115                         | 41 431                         | Sánchez Ramírez                |
| 22.                            | Villa Altagracia               | 20 890                         | 27 671                         | 36 791                         | 41 134                         | San Cristóbal                  |
| 23.                            | Hato Mayor del Rey             | 17 859                         | 25 467                         | 34 006                         | 36 645                         | Hato Mayor                     |
| 24.                            | Nagua                          | 20 912                         | 26 013                         | 32 035                         | 34 453                         | María Trinidad Sánchez         |
| 25.                            | Villa Bisonó                   | n/a                            | 19 608                         | 29 723                         | 34 327                         | Santiago                       |
| 26.                            | Jarabacoa                      | 13 416                         | 18 508                         | 27 370                         | 30 893                         | La Vega                        |
| 27.                            | Constanza                      | 15 141                         | 18 176                         | 30 292                         | 29 481                         | La Vega                        |
| 28.                            | Consuelo                       | n/a                            | 17 975                         | 25 034                         | 28 498                         | San Pedro de Macorís           |
| 29.                            | Pedro Brand                    | n/a                            | n/a                            | 22 695                         | 25 909                         | Santo Domingo                  |
| 30.                            | Santa Cruz el Seibo            | 13 511                         | 16 522                         | 22 489                         | 23 923                         | El Seibo                       |
| 31.                            | Tamboril                       | n/a                            | 17 832                         | 21 939                         | 23 753                         | Santiago                       |
| 32.                            | Las Matas de Farfán            | n/a                            | 18 842                         | 21 271                         | 21 947                         | San Juan                       |
| 33.                            | Bayaguana                      | n/a                            | 12 704                         | 19 351                         | 21 635                         | Monte Plata                    |
| 34.                            | San José de Ocoa               | n/a                            | 21 033                         | 21 226                         | 21 097                         | San José de Ocoa               |